# Joshiraku
Joshiraku (じょしらく, litt. « Les filles rakugo ») est une série de manga comique au format quatre cases écrite par Kōji Kumeta et dessinée par Yasu. On y suit les conversations quotidiennes de cinq jeunes conteuses de rakugo. Celle-ci est prépubliée dans le Bessatsu Shōnen Magazine de Kōdansha entre septembre 2009 et septembre 2013, ; elle est composée au total de six volumes tankōbon. Une adaptation en une série télévisée d'animation par le studio J. C. Staff est diffusée pour la première fois au Japon entre juillet et septembre 2012,.

## Synopsis
Le rakugo est une forme de spectacle littéraire japonais à laquelle le conteur raconte une histoire humoristique avec des jeux de mots. Derrière les coulisses du yose (寄席, lieu de représentation de rakugo), cinq jeunes conteuses se rejoignent tous les jours avec des conversations anodines remplies de références culturelles et de jeux de mots donnant ainsi des situations totalement absurdes.

## Personnages
Tous les noms de famille des filles se terminent par le caractère Tei (亭), qui est souvent utilisé dans les noms de scène des conteurs.
Marii Buratei (蕪羅亭 魔梨威, Buratei Marii)
Voix japonaise : Kana Asumi (CD), Ayane Sakura (Anime),
Le personnage le plus important du manga, qui a de longs cheveux roux. Elle se comporte comme une edokko et parle d'un ton masculin dans le dialecte de Tokyo (en), même si elle vient de la préfecture de Tokushima. En dépit de sa beauté, sa façon de parler et sa poitrine plate ont tendance à amener les autres à la soupçonner d'être un garçon travesti en fille. Elle agit comme une tsukkomi et dit souvent « Ne pose pas de question insignifiante ! » (つまんねー事聞くなよ！, Tsuman'nē koto kiku na yo!). Son nom est un jeu de mots sur Bloody Mary.
Kigurumi Harōkitei (波浪浮亭 木胡桃, Harōkitei Kigurumi)
Voix japonaise : Erena Ono (CD), Kotori Koiwai (Anime),
Une fille aux cheveux blonds qui est la plus jeune du groupe. Pour correspondre à sa silhouette enfantine, elle prétend souvent être mignonne devant les autres, mais ses monologues montrent ses vraies pensées au public ; cynique et manipulatrice. Son nom est un jeu de mots sur Hello Kitty et kigurumi.
Tetora Bōhatei (防波亭 手寅, Bōhatei Tetora)
Voix japonaise : Ikumi Hayama (CD), Nozomi Yamamoto (Anime),
Une fille à la queue de cheval aux cheveux bruns qui est une fille chanceuse menant une vie sans soucis. Elle amène souvent les histoires vers d'autres sujets. Kumeta la présente comme la véritable protagoniste du manga. Son nom est un jeu de mots sur bōhatei (防波堤, litt. « Brise-lames ») et Tétrapode.
Gankyō Kūrubiyūtei (空琉美遊亭 丸京, Kūrubiyūtei Gankyō)
Voix japonaise : Kana Hanazawa (CD), Yoshino Nanjō (ja) (Anime),
Une fille intelligente avec des lunettes et aux cheveux verts gardant la tête froide mais qui peut se montrer violente. C'est une amie d'enfance de Tetora. Son nom est un jeu de mots sur cool beauty (litt. « beauté fraîche ») et gankyō (眼鏡, litt. « Lunettes »).
Kukuru Anrakutei (暗落亭 苦来, Anrakutei Kukuru)
Voix japonaise : Saori Gotō (ja) (CD / Anime),,
Une fille aux cheveux noirs et lisses qui est très douée pour jouer le rôle de conteuse, mais elle est malchanceuse et très instable émotionnellement. Son nom est un jeu de plusieurs mots, qui ont tous à voir avec des choses de nature très négative. La prononciation de son nom fait référence à anrakushi (安楽死, litt. « Euthanasie ») et à kukuru (括る, litt. « attacher »). Son nom pourrait également être lu alternativement comme kurakutei kurai, qui est très similaire à kurakute kurai (暗くて暗い, litt. « sombre sombre »). Anrakutei ressemble aussi au mot « malchanceux ». De plus, les kanjis de son nom, sans le caractère Tei (亭), pourraient être lus très littéralement, comme « tombant dans l'obscurité » et « devenant angoisser ».
Mask (覆面, Fukumen)
Voix japonaise : Aoi Yūki
Une fille portant un masque de luchador qui se trouve juste dans la scène à certains moments.
Uzannu Uzattei (宇座亭 ウザンヌ, Uzattei Uzannu)
Voix japonaise : Ryōko Shintani (ja)
Une fille qui a les cheveux blonds et violets courts. Elle porte un hakama à motifs de fraise et un grand ruban sur la tête. Sa seule apparition est dans le dernier épisode de l’anime. Comme son nom l'indique, Uzannu est agacée par son attitude de condescendante et d'enjôleuse, ainsi que par le mimétisme des autres filles. Uzannu tente délibérément de bouleverser l'équilibre des personnages de la série par son odiosité et de s'approprier la série, allant même jusqu'à chanter sa propre version de l’opening avec des paroles personnalisées. Néanmoins, les filles parviennent à la faire partir.

## Productions et supports

### Manga
Écrite par Kōji Kumeta et dessinée par Yasu, la série est prépubliée dans le Bessatsu Shōnen Magazine entre les numéros d'octobre 2009 et d'octobre 2013, respectivement sortis le 9 septembre 2009 et le 9 septembre 2013,,. Les chapitres sont rassemblés et édités dans le format tankōbon par Kōdansha pour un total de six volumes dans sa collection Wild KC. Une édition limitée du cinquième volume comprenait un OAD,. Un one shot est publié dans le numéro d'août 2015 du même magazine, paru le 9 juillet 2015,.

#### Liste des volumes
| no | Japonais        | Japonais                                                                 |
| no | Date de sortie  | ISBN                                                                     |
| --- | --------------- | ------------------------------------------------------------------------ |
| 1 | 17 mai 2010,    | 978-4-06-337690-6 (édition standard) 978-4-06-362165-5 (édition limitée) |
| Extra : L'édition limitée de ce volume est vendue avec un « Chara Rakugo CD » (キャラ落語CD, Kyara rakugo CD). |                 |                                                                          |
| 2 | 7 janvier 2011, | 978-4-06-337708-8 (édition standard) 978-4-06-362176-1 (édition limitée) |
| Extra : L'édition limitée de ce volume est vendue avec un « Chara Rakugo CD » (キャラ落語CD, Kyara rakugo CD). |                 |                                                                          |
| 3 | 7 octobre 2011  | 978-4-06-337730-9                                                        |
| 4 | 8 juin 2012     | 978-4-06-337743-9                                                        |
| 5 | 8 février 2013, | 978-4-06-337775-0 (édition standard) 978-4-06-358415-8 (édition limitée) |
| Extra : L'édition limitée de ce volume est vendue avec un OAD,.                                                |                 |                                                                          |
| 6 | 8 novembre 2013 | 978-4-06-337785-9                                                        |

### Anime
Une adaptation en une série télévisée d'animation a été annoncée par Kōdansha dans le numéro de février 2012 du Bessatsu Shōnen Magazine, publié le 7 janvier 2012,. Celle-ci est réalisée par Tsutomu Mizushima et écrite par Michiko Yokote au sein du studio d'animation J. C. Staff ; Masayoshi Tanaka a fourni les character designers tandis que Yoshikazu Iwanami est le directeur sonore et Masaru Yokoyama compose la bande originale de la série chez Starchild Records,. Composée de 13 épisodes, la série est diffusée pour la première fois au Japon entre le 6 juillet et 28 septembre 2012 dans la case horaire Animeism sur MBS, et un peu plus tard sur TBS, CBC et BS-TBS,. Produit par le même personnel, un OAD est compris dans l'édition limitée du cinquième volume du manga sorti le 8 février 2013.
La chanson de l’opening de la série, intitulée Oato ga yoroshikutte…Yo! (お後がよろしくって…よ！, litt. « Merci pour votre attention ! »), est interprétée par Ayane Sakura, Kotori Koiwai, Nozomi Yamamoto, Yoshino Nanjō (en) et Saori Gotō sous le nom de leur personnage ; tandis que celle de l’ending, intitulée Nippon Egao Hyakkei (ニッポン笑顔百景, litt. « Des centaines de sourires japonais »), est réalisée par les Momoiro Clover Z et les Yoshida Brothers.

#### Liste des épisodes
| No | Titre français non officiel                                                  | Titre japonais                             | Titre japonais                                      | Date de 1re diffusion |
| No | Titre français non officiel                                                  | Kanji                                      | Rōmaji                                              | Date de 1re diffusion |
| --- | ---------------------------------------------------------------------------- | ------------------------------------------ | --------------------------------------------------- | --------------------- |
| 1 | Discussion habituelle / Des vêtements différents / Des instructions criées   | 普段問答 / ふく違い / 叫び指南             | Fudan mondō / Fuku-chigai / Sakebi shinan           | 6 juillet 2012        |
| Tandis que cinq jeunes conteuses de rakugo, Marii, Kigurumi, Tetora, Gankyō et Kukuru, reçoivent une invitation à une réception en tenue décontractée, elles s'interrogent sur ce que signifie s'habiller de manière décontractée. Plus tard, la conversation se tourne si tout le monde préfère les chiens ou les chats. |                                                                              |                                            |                                                     |                       |
| 2 | Richesses dans les coulisses / Trois tours et un vœu / Une fille froide      | 楽屋の富 / 三塔起請 / 風邪娘               | Gakuya no tomi / Santō kishō / Kaze musume          | 13 juillet 2012       |
| Les filles parlent de ce qu'elles feraient si elles gagnaient à la loterie, ce qui les conduisait à présumer que l’une d’elles pourrait être gagnante. Plus tard, elles visitent la tour de Tokyo où d'autres conversations étranges ont eu lieu. Par la suite, une discussion sur la vaccination se transforme en celle d'une grossesse imaginaire. |                                                                              |                                            |                                                     |                       |
| 3 | Un bain irrationnel / Visite d'Asakusa / Sanada Ko-ZOO                       | 無情風呂 / 浅草参り / 真田小ZOO            | Mujō buro / Asakusa mairi / Sanada kozū             | 20 juillet 2012       |
| Marii finit par devoir prouver qu'elle n'est pas un garçon travesti. Plus tard, les filles visitent Asakusa où elles s'essayent à des fortunes. Cela amène les filles à expliquer pourquoi Tetora a tant de chance et semble toujours éviter le danger. |                                                                              |                                            |                                                     |                       |
| 4 | Fille à lunettes / Nausée à Daiba / Yeux de lapin                            | 眼鏡小娘 / よいよい台場 / 兎の目           | Megane komusume / Yoiyoi Daiba / Usagi no me        | 27 juillet 2012       |
| Tandis que Gankyō montre un comportement violent, les filles discutent des stéréotypes qui se présentent quand une fille porte des lunettes. Plus tard, alors que Kukuru commence à avoir le mal de train, les filles essaient de lui présenter divers maladies. Ensuite, par une nuit de la pleine lune, les filles s'assoient et discutent de sujets liés à la lune avant d'être attaquées par un grand lapin. |                                                                              |                                            |                                                     |                       |
| 5 | Louangez la fille / Petite ville à la mode / Adieu aux lunettes              | 娘ほめ / 小洒落町 / 眼鏡別れ               | Ko home/ Kojare machi / Megane wakare               | 3 août 2012           |
| Les filles tentent d'encourager Kukuru en organisant une fête de Noël hors saison. Plus tard, les filles se rendent à Harajuku, où Marii devient anxieuse pour une crêpe. Ensuite, les membres du groupe discutent de la façon dont elles ont toutes différents types de peau, laissant Gankyō se sentir exclue. |                                                                              |                                            |                                                     |                       |
| 6 | Quatre vœux / Décor de Musashi / La Vengeance d'un serviteur                 | 四枚起承 / 武蔵八景 / 下僕の仇討ち         | Yonmai kishō / Musashi hakkei / Geboku no adauchi   | 10 août 2012          |
| Après avoir forcé Gankyō à quitter le groupe lors de l'épisode précédent, les autres parlent des avantages d'un groupe de quatre. Gankyō prend vite sa revanche en enfermant tout le monde dans le vestiaire. Après avoir finalement été réintégré dans le groupe, Gankyō est placée à contrecœur au bas de la hiérarchie mais aspire bientôt à remporter une élection. |                                                                              |                                            |                                                     |                       |
| 7 | Les Yankees font peur / Une histoire de poisson / Enquête dans les coulisses | ヤンキー怖い / 魚政談 / 楽屋調べ           | Yankī kowai / Sakana seidan / Gakuya shirabe        | 17 août 2012          |
| L’apparition soudaine de poupées Hina dans le vestiaire incite d'une certaine manière les filles à se comporter en délinquantes pour qu'elles se marient tôt. Plus tard, les filles se lèvent tôt pour aller au marché aux poissons. Par la suite, les filles recherchent des choses qui pourraient consommer de l’électricité, oubliant les horreurs non électriques cachées dans la pièce. |                                                                              |                                            |                                                     |                       |
| 8 | Un sac d'or / Tituber / Avez-vous terminé maintenant ?                       | こがね袋 / よろよろ / もうやんだか         | Kogane-bukuro / Yoroyoro / Mō yanda ka              | 24 août 2012          |
| Marii déplore le fait qu'elle soit toujours la dernière à se lancer dans diverses tâches, notamment lorsqu'il s'agit de choisir des enveloppes d'argent du Nouvel An. Après cela, les filles se rendent dans le quartier de Sugamo et se renseignent sur les différents endroits. Par la suite, la bande s'inquiète inutilement que Kukuru puisse attraper le gogatsubyō (五月病, litt. « Maladie de mai »), en choisissant au hasard de prendre la « déprime » d'autres mois. |                                                                              |                                            |                                                     |                       |
| 9 | Des fesses en tofu / L'Ours d'Ueno / Somniloquie                             | しりとてちん / 上野のクマ / ねごと         | Shiri-totechin / Ueno no kuma / Negoto              | 31 août 2012          |
| Alors que les vacances scolaires arrivent, les filles essaient de trouver des moyens de rendre le rakugo plus attrayant pour un public plus jeune. Elles visitent après le zoo et discutent des curiosités de tous les animaux. Ensuite, le groupe prend goût aux événements chanceux qui se produisent chaque fois que Marii s’endort, essayant constamment de la faire dormir pour en tirer les bénéfices. |                                                                              |                                            |                                                     |                       |
| 10 | Tōnasu-ya gakudan / Aragoto de Shinjuku / Une plage de caries                | 唐茄子屋楽団 / 新宿荒事 / 虫歯浜           | Tōnasu-ya gakudan / Shinjuku aragoto / Mushiba hama | 7 septembre 2012      |
| À l'Halloween, les filles tentent d'adapter leurs vacances pour qu'elles soient plus japonaises. Plus tard, les filles visitent le quartier des divertissements de Kabukichō et observent comment cela a changé au fil des années. Après, Marii est en proie à des caries dentaires. |                                                                              |                                            |                                                     |                       |
| 11 | Un jeu de famille / Sakai à cinq / La Tragédie de l'arbre                    | 親子芝居 / 五人さかい / ツリー惨事         | Oyako shibai / Gonin Sakai / Tsurī sanji            | 14 septembre 2012     |
| Alors que les filles font un faux voyage d'été sur la plage dans le vestiaire, elles discutent des différents modèles de maillots de bain scolaires (スクール水着, Sukūru mizugi). Ensuite, les filles vont visiter Musashi-Sakai et rendent hommage à la compagnie chargée de les animer. Enfin, les filles organisent une fête de Noël, mais l'arbre commandé par Tetora en ligne remplit complètement le vestiaire, ce qui les pousse à se réunir (mais finissent par se battre) dans ce qui semble être une jungle amazonienne.                                                                   |                                                                              |                                            |                                                     |                       |
| 12 | La contre-attaque du rêveur / Le devoir / Noirs                              | 夢見の仇討ち / こぁいのう / 青毛           | Yumemi no katakiuchi / Koainō / Aoge                | 21 septembre 2012     |
| Lorsque Tetora demande à tout le monde quel est leur premier rêve de la nouvelle année, Kukuru s'énerve car elle n'en a pas encore. Les filles tentent alors de jouer un « premier rêve » pour lui remonter le moral. Plus tard, la bande se rend à Roppongi, où les filles examinent des œuvres d'art structurelles et Marii voyage dans le temps pour voir la ville pendant sa bulle économique. Enfin, les filles essaient de se calmer pendant l’été en évoquant des choses effrayantes pour se donner des frissons et en finissant par tout peindre en bleu.                                     |                                                                              |                                            |                                                     |                       |
| 13 | Le courage du personnage / L'Imposant Akiba / Des kōshaku clairsemées        | キャラつぶし / アキバぶる / ちょいたし講釈 | Kyara tsubushi / Akibaburu / Choitashi kōshaku      | 28 septembre 2012     |
| Au moment où les filles comprennent que la série a atteint son dernier épisode, un nouveau personnage apparaît : une fille exaspérante nommée Uzannu Uzattei. Tout en discutant pour savoir si « une fois » est vraiment suffisant, la personnalité d'Uzannu irrite tout le monde et menace l'équilibre des personnages de la série. Après que les filles l'aient chassée, elles se rendent à Akihabara. Plus tard, les filles discutent de la manière dont certaines choses devraient être laissées telles quelles. Enfin, le spectacle se termine par une dernière performance de rakugo par Marii. |                                                                              |                                            |                                                     |                       |
| OAD | Gâché / Trois éditeurs / Résolution surprenante                              | 台無屋 / 三軒本屋 / びっくり集中           | Dainashiya / Sangen hon'ya / Bikkuri shūchū         | 8 février 2013        |
| Note : Publié avec l'édition limitée du 5e volume.Alors que Marii se lamente de la façon dont le public a tendance à applaudir avant de pouvoir finir sa blague, les autres soulignent qu'elle est également coupable de mauvais timing. Plus tard, les filles visitent Jinbōchō, où elles visitent les bâtiments de divers éditeurs tout en cherchant les bureaux de Kōdansha. Après quoi, Kigu finit par se concentrer tellement qu'elle se retrouve affectée par les lignes de focalisation, tandis que Marii est également accablée d'un fond romantique et moelleux.                             |                                                                              |                                            |                                                     |                       |

### Sources
1. 1 2 3  (en) Egan Loo, « Kôji Kumeta, Yasu's Joshiraku Comedy Manga Gets Anime : Female performers' dressing-room chatter by Sayonara, Zetsubō-sensei creator, Toradora! artist », sur Anime News Network, 4 janvier 2012 (consulté le 29 octobre 2018).
2. 1 2  (en) Sarah Nelkin, « Joshiraku Comedy Manga to End in September : Kōji Kumeta and Yasu's story of female rakugo performers concludes after 4 years », sur Anime News Network, 4 août 2013 (consulté le 29 octobre 2018).
3. 1 2  (ja) « 本日創刊、別冊少年マガジン。雷句誠新連載ついに始動 », sur natalie.mu,‎ 9 septembre 2009 (consulté le 29 octobre 2018).
4. 1 2  (ja) « 「じょしらく」完結、別マガ創刊号から4年連載の楽屋ギャグ », sur natalie.mu,‎ 9 septembre 2013 (consulté le 29 octobre 2018).
5. 1 2  (ja) « 【11月8日付】本日発売の単行本リスト », sur natalie.mu,‎ 8 novembre 2013 (consulté le 29 octobre 2018).
6. 1 2  (en) Lynzee Loveridge, « Joshiraku Anime's 3rd TV Ad Aired : J.C. Staff's anime based on Kôji Kumeta, Yasu's comedy manga to premiere on July 5 », sur Anime News Network, 30 juin 2012 (consulté le 29 octobre 2018).
7. 1 2  (ja) « ON AIR », sur Site officiel, King Records (consulté le 29 octobre 2018).
8. 1 2 3 4  (ja) « 久米田康治×ヤス「じょしらく」落語CD第2弾に阿澄佳奈ら », sur natalie.mu,‎ 9 novembre 2011 (consulté le 29 octobre 2018)
9. 1 2 3 4 5  (en) Crystalyn Hodgkins, « Joshiraku's 1st TV Ad With Anime Footage Streamed : J.C. Staff's anime based on Kôji Kumeta, Yasu's comedy manga to premiere on July 5 », sur Anime News Network, 21 juin 2012 (consulté le 29 octobre 2018)
10. 1 2 3 4 5 6  (ja) « 黒子と演者 STAFF&CAST », sur Site officiel, King Records (consulté le 29 octobre 2018)
11. 1 2 3  (ja) « 久米田康治×ヤス「じょしらく」特別版にAKB48の落語CD », sur natalie.mu,‎ 18 avril 2010 (consulté le 29 octobre 2018)
12. 1 2  (en) Egan Loo, « Joshiraku Comedy Manga's 5th Volume to Bundle Anime DVD : DVD to reunite staff, cast from J.C. Staff's ongoing TV anime series », sur Anime News Network, 4 septembre 2012 (consulté le 29 octobre 2018)
13. 1 2  (ja) « 「じょしらく」5巻限定版はオリジナルアニメDVD付き », sur natalie.mu,‎ 9 septembre 2012 (consulté le 29 octobre 2018)
14. ↑  (en) Egan Loo, « Joshiraku Gets New Manga One-Shot in July, Blu-ray Box in August », sur Anime News Network, 19 mai 2015 (consulté le 29 octobre 2018)
15. ↑  (ja) « 寄宿寮を舞台に敵対する男女のラブコメが別マガで開幕、「じょしらく」も », sur natalie.mu,‎ 9 juillet 2015 (consulté le 29 octobre 2018)
16. ↑  (ja) « 久米田康治×ヤス「じょしらく」がTVアニメ化 », sur natalie.mu,‎ 7 janvier 2012 (consulté le 29 octobre 2018)
17. ↑  (en) Ko Ransom, « Joshiraku Anime Directed by Squid Girl's Tsutomu Mizushima », sur Anime News Network, 4 avril 2012 (consulté le 29 octobre 2018)
18. 1 2  (ja) « 久米田＆ヤスのコメンタリー付き「じょしらく」5巻限定版 », sur natalie.mu,‎ 31 octobre 2012 (consulté le 29 octobre 2018)

### Œuvres
Édition japonaise
1. 1 2  (ja) « じょしらく（１） », sur Kōdansha (consulté le 29 octobre 2018)
2. 1 2  (ja) « じょしらく（１）　特別版 », sur Kōdansha (consulté le 29 octobre 2018)
3. 1 2  (ja) « じょしらく（２） », sur Kōdansha (consulté le 29 octobre 2018)
4. 1 2  (ja) « じょしらく（２）　特別版 », sur Kōdansha (consulté le 29 octobre 2018)
5. 1 2  (ja) « じょしらく（３） », sur Kōdansha (consulté le 29 octobre 2018)
6. 1 2  (ja) « じょしらく（４） », sur Kōdansha (consulté le 29 octobre 2018)
7. 1 2  (ja) « じょしらく（５） », sur Kōdansha (consulté le 29 octobre 2018)
8. 1 2  (ja) « ＤＶＤ付き　じょしらく（５）限定版 », sur Kōdansha (consulté le 29 octobre 2018)
9. 1 2  (ja) « じょしらく（６）＜完＞ », sur Kōdansha (consulté le 29 octobre 2018)